# Fußball-Landesliga Vorderpfalz 1950/51
Die Fußball-Landesliga Vorderpfalz 1950/51 war die sechste Spielzeit der höchsten Amateur-Spielklasse in der Vorderpfalz im Land Rheinland-Pfalz nach dem Zweiten Weltkrieg. Die Landesliga war unterhalb der damaligen Oberliga Südwest angesiedelt. Der ASV Hochfeld wurde Meister und wurde zusammen mit dem FV Speyer in die neugegründete 2. Liga Südwest aufgenommen. Obwohl er nur Tabellenachter wurde, erreichte der VfR Frankenthal den direkten Aufstieg in die Oberliga Südwest. Der ASV Lambsheim und der TSV Lingenfeld stiegen aus der Landesliga ab.

## Abschlusstabelle
| Pl. | Verein                     | Sp. | Tore    | Punkte |
| --- | -------------------------- | --- | ------- | ------ |
| 01. | ASV Hochfeld               | 28  | 88:30   | 49:70  |
| 02. | FV Speyer                  | 27  | 74:31   | 40:14  |
| 03. | VfR Friesenheim            | 28  | 62:32   | 37:19  |
| 04. | FSV Oggersheim             | 28  | 64:37   | 36:20  |
| 05. | Rot-Weiß Speyer (N)        | 28  | 48:58   | 31:25  |
| 06. | Phönix Bellheim            | 28  | 64:66   | 29:27  |
| 07. | FSV Schifferstadt          | 28  | 53:64   | 28:28  |
| 08. | VfR Frankenthal            | 27  | 56:44   | 26:28  |
| 09. | Blau-Weiß Worms            | 28  | 61:57   | 25:31  |
| 10. | BSC Oppau (A)              | 28  | 46:58   | 25:31  |
| 11. | Arminia Rheingönheim       | 28  | 55:53   | 24:32  |
| 12. | Mundenheimer SpVgg         | 28  | 50:63   | 23:33  |
| 13. | Normannia Pfiffligheim (N) | 28  | 64:91   | 19:37  |
| 14. | ASV Lambsheim              | 28  | 45:84   | 16:40  |
| 15. | TSV Lingenfeld (N)         | 28  | 041:103 | 10:46  |

Das Ergebnis von einem Spiel ist nicht überliefert und wurde in der Tabelle nicht berücksichtigt.